# Isola Siple
L'isola Siple è un'isola antartica coperta dalla neve, di ampiezza massima pari a 110 km, situata ad est del golfo di Wrigley, lungo la piattaforma glaciale Getz e al largo della costa di Bakutis, nella Terra di Marie Byrd. L'area dell'isola è di 6.390 km² ed è dominata dal monte Siple, un vulcano dormiente alto 3.110 metri.
Sull'isola sono presenti diversi ghiacciai tra cui lo Hulbe, il Nereson, il Thurston e il Vornberger.

## Storia
Sia l'isola sia il vulcano furono nominati così dal Comitato consultivo dei nomi antartici nel 1967 in onore dell'esploratore dell'Antartico Paul Siple (1908 - 1968), membro delle spedizioni di Richard Evelyn Byrd.